# Natàlia Meklin
Natàlia Fiódorovna Kravtsova rus: Наталья Фёдоровна Кравцова, més coneguda amb el cognom de soltera Natalia Meklin, rus: Наталья Ме́клин (Lubni, Ucraïna, 8 de setembre de 1922 - Moscou, 5 de juny de 2005) fou una aviadora de combat soviètica. Durant la Segona Guerra Mundial va ser pilot del 46è Regiment «Taman» de Guàrdies de Bombarders Nocturns de la Força Aèria Soviètica.

## Biografia
Per desembre de 1944, la tinent Natàlia Meklin va realitzar 840 missions de bombardeig d'objectius de gran importància en la rereguarda de l'enemic, aglomeracions de les seves forces vives i equip bèl·lic, causant grans pèrdues a l'enemic. Els alemanys van anomenar a les dones pilot d'aquest regiment «les Bruixes de la Nit».
El 1945 va ser distingida amb el títol de l'Heroi de la Unió Soviètica. També va ser condecorada amb dos ordes de la Guerra Patriòtica, l'Orde de l'Estrella Roja, l'Orde de la Bandera Roja i moltes medalles.
Després de la guerra, Natàlia Meklin va acabar un curs de l'Institut Militar d'Idiomes Estrangers (1948-1953). Va treballar d'intèrpret en el departament d'informació de la Direcció de l'Estat Major de l'Exèrcit Soviètic. Després va passar a l'Editorial de Literatura Tècnicomilitar en Idiomes Estrangers com a traductora i redactora. Es va retirar amb el grau de major.
Fragment del seu llibre Crònica del bombarder lleuger nocturn Po-2, o 46é Regiment de guàrdia femení:
«La missió és bombardejar Baguerovo, estació ferroviària a l'oest de Kertx (Ucraïna, Crimea). Aquí arriben els combois alemanys portant armes, míssils, soldats.»
[…] Per un temps l'avió va volar sobre dels núvols. «És moment de baixar d'altura», va dir la meva navegadora Nina Reutskaia. Sortim dels núvols a l'altura de 500 metres. A sota, com en el palmell de la mà, es trobava l'estació i el nostre Po-2 també es podia albirar perfectament des de la terra. M'adonava que seria una missió calenta: l'estació comptava amb reflectors i canons antiaeris. Ara estan ocults i callats, ens assetgen… Això em posa nerviosa. Ja és temps. Un segon més… no, dos segons… Què esperen?
En moments així sento en el meu estómac una sensació de fred, com si hagués empassat una granota. La granota és la por. Una por ordinari i fastigós que cal vèncer: de totes maneres passaré totes les proves.
Es van encendre quatre reflectors. El primer canó antiaeri escopir un míssil. Després el segon. Les ràfegues lluminoses es van acostar a l'avió. Jo mantinc el rumb, Nina està bombardejant el comboi. Els míssils esclaten al voltant de l'avió amb estrèpit i espetecs secs. Fa olor de pólvora i cendres. Girant l'avió ja sigui cap a un costat, ja sigui cap avall, intento endevinar on esclatarà el projectil…
Ens retirem al nord, cap al mar. Els reflectors no ens van deixar fins que no ens situem arran de l'aigua. Els raigs de llum es van posar sobre la terra i, finalment, es van apagar. Nina va dir: «Nataixa, mira les ales». Jo vaig veure dos forats grans en l'ala inferior, el superior també va ser foradat, el travesser estava trencat, els trossos de lona penjaven com una bandera. Però l'avió volava i totes les pors van quedar enrere. Tot d'una les meves cames van tremolar forta, donant-se cops contra el terra de la cabina. Amb les mans les vaig estrènyer amb totes les meves forces però va ser inútil. A poc a poc va passar. Ara estàvem volant en un cel clar, sense núvols. Les estrelles desprenien una llum pacífica. Davant de nosaltres a la terra ja es va albirar tres tènues llumetes. Allà ens esperaven. Allà hi havia casa nostra».

## Condecoracions
- Heroïna de la Unió Soviètica
- Orde de Lenin
- Orde de la Bandera Roja (3)
- Orde de l'Estrella Roja
- Orde de la Guerra Patriòtica (2)
- Orde de la Insígnia d'Honor
- Medalla del Centenari de Lenin
- Medalla de la defensa del Caucas
- Medalla de la victòria sobre Alemanya en la Gran Guerra Patriòtica 1941-1945
- Medalla del 20è Aniversari de la Victòria en la Gran Guerra Patriòtica
- Medalla del 30è Aniversari de la Victòria en la Gran Guerra Patriòtica
- Medalla del 40è Aniversari de la Victòria en la Gran Guerra Patriòtica
- Medalla dels Treballadors Veterans
- Medalla del 30è Aniversari de l'Exèrcit i l'Armada Soviètics
- Medalla del 40è Aniversari de les Forces Armades Soviètiques
- Medalla del 50è Aniversari de les Forces Armades Soviètiques
- Medalla del 60è Aniversari de les Forces Armades Soviètiques
- Medalla del 70è Aniversari de les Forces Armades Soviètiques